# 8-й пехотный полк (Великобритания)
8-й пехотный полк Его Величества (англ. 8th (King's) Regiment of Foot) — пехотный полк Британской армии, существовавший в 1685—1881 годах до преобразования в Его Величества Ливерпульский полк 1 июля 1881 года. Будучи линейным пехотным полком, в мирное время он нёс гарнизонную службу за пределами Великобритании, начиная от британских колоний в Северной Америке и Британской Вест-Индии и заканчивая Индией и Ионической республикой. Полк участвовал во многочисленных войнах Великобритании XVIII и XIX веков, в том числе в революционных и Наполеоновских войнах, войне против тринадцати американских колоний и англо-американской войне 1812 года, подавлении восстания сипаев в 1857 году и т.д. В ходе реформ Чайлдерса 8-й пехотный полк Его Величества в 1881 году был преобразован в Его Величества Ливерпульский полк: предпосылкой к этому преобразованию стало назначение в качестве гарнизона города Ливерпуль.

## История

### Образование полка
Полк был образован 20 июня 1685 года как Пехотный полк принцессы Анны Датской (англ. Princess Anne of Denmark's Regiment of Foot), во время восстания Монмута, поднятого Джеймсом Скоттом, 1-м герцогом Монмута, незаконным сыном Карла II, против Якова II.
Первым командиром полка был назначен баронет Роберт Ширли, лорд Феррерс. Первую роту полка, набранную из жителей Хартфордшира, собрал и возглавил сам лорд Феррерс. Вторую роту собрал из жителей Дербишира и возглавил сквайр Джон Бомонт. В Дербишире также были собраны ещё семь рот, командирами которых стали Роуленд Оуковер (англ. Rowland Okeover), Чарльз Чадд (англ. Charles Chudd), Томас Пастон (англ. Thomas Paston), Уильям Кук (англ. William Cook), Саймон Пак (англ. Simon Packe), Уолтер Бёрдет (англ. Walter Burdet) и Томас Орм (англ. Thomas Orme). Штаб полка располагался в городе Дерби. В каждую роту входили три офицера, три сержанта, три капрала, два барабанщика и 100 рядовых.
Восстание Монмута было успешно подавлено, но в 1688 году Якова II свергли в ходе Славной революции, и на трон Англии взошёл Вильгельм III со своей супругой Марией II. Командир полка герцог Бервик остался верным Якову II и бежал за границу, а на его место был назначен полковник Джон Бьюмонт, ранее уволившийся из армии с шестью офицерами в знак протеста против вербовки в полк католиков-ирландцев.
В 1689 году полк участвовал в осаде Каррикфергуса, а в 1690 году — в битве на реке Бойн. Под командованием Джона Черчилля, будущего 1-го герцога Мальборо, полк также участвовал в 1690 году в осадах Лимерика, Корка и Кинсейла.

### Война за испанское наследство
В течение почти 10 лет полк нёс гарнизонную службу в Англии, Ирландии и нидерландских Соединённых Провинциях: в сентябре 1701 года в Бреде полк участвовал в параде перед королём Вильгельмом III. В 1702 году, когда на трон взошла принцесса Анна, полк получил название Пехотный полк Её Величества или Пехотный полк Королевы (англ. Queen's Regiment of Foot), хотя в неофициальных отчётах он фигурировал под названием полка Уэбба, данным по имени командира — полковника Джона Ричмонда Уэбба.
Война за испанское наследство, поводом для которой стал спор между Аугсбургской лигой и Францией за то, кто считается наследником Карла II на испанском троне, докатилась до Нидерландов в апреле 1702 года: нидерландский маршал, князь Вальрад Нассау-Узингенский, взял на себя инициативу и осадил Кайезрсверт, в то время как французский маршал Луи-Франсуа де Буффлер отбросил войска графа Атлона и вынудил его отступить в Республику. Полк Её Величества, оказывая помощь войскам Атлона, вступил близ Неймегена в бой с французской армией: он находился в арьергарде в то время, когда нидерландская армия отступала между Маасом и Рейном. Джон Черчилль, герцог Мальборо, в звании генерал-капитана и с ограниченными полномочиями в нидерландском войске, прибыл в Нидерланды с целью принятия командования над многонациональной армией Аугсбургской лиги. Он вступил в Испанские Нидерланды, контролируемые французами, и организовал серию осад городов Венло, Рурмонд, Стивенсверт и Льеж: гренадерская рота полка прорвалась в цитадель Льежа во время осады. После затишья, длившегося всю зиму, Мальборо попытался усилить сплочённость своей армии и выступил против делёжки нидерландскими генералами его ресурсов, но в 1703 году во время пребывания армии во Льеже это произвело обратный эффект.
В том же 1702 году полк участвовал в захвате городов Юи и Лембур, однако кампании 1702 и 1703 годов оказались «очень неубедительными». Чтобы помочь осаждённым Австрийским Габсбургам и сохранить альянс, Мальборо решил выманить французов на генеральное сражение в 1704 году, вступив на территорию Баварии, союзной французам, и объединив свои силы с войсками Евгения Савойского. В то время как армия из 40 тысяч человек готовилась к битве, Мальборо тщательно скрывал свои намерения от французов, посылая дезинформацию. 2 июля армия вступила в Баварию и взяла Шелленберг штурмом, в котором участвовал и Полк Её Величества. 13 августа союзники встретили франко-баварскую армию, которой командовал герцог де Таллар, и вступили в битву при Бленхейме. Полк под командованием подполковника Ричарда Саттона помогал левому крылу союзных войск, которым командовал генерал лорд Каттс — левый фланг был расположен напротив Бленхейма, занятого французами. Как писал современник Фрэнсис Хэйр, капеллан армии герцога Мальборо, полк Её Величества захватил импровизированные французские «барьеры», чтобы французы не воспользовались ими для отхода, и в итоге сумел взять несколько сотен человек в плен. Бленхейм был переполнен французскими солдатами, а на улицах лежали тела убитых и раненых. Около 13 тысяч французов во главе с де Талларом сдались, а всего в битве погибли около 30 тысяч человек.
К концу года были не только захвачена стратегически важная крепость Бленхейм, но и фактически выведена из игры Бавария. Спустя некоторое время, когда войска получили подкрепления в Неймегене и Бреде, Полк Её Величества продолжил службу на передовой, готовясь к возможному вторжению во Францию: в мае 1705 года полк двинулся во Францию через Мозель. Однако в июне французский маршал Вильруа занял Юи и взял в осаду Льеж, вынудив Мальборо отменить все запланированные мероприятия, для которых требовалась союзная поддержка. Полк отделился от армии Мальборо, чтобы помочь отбить Юи, прежде чем он вернулся в расположение основных сил и принял участие в атаке на линии Брабанта. Несмотря на успех в сражении, его не удалось развить в связи с сопротивлением французов и разногласиями в штабе нидерландских генералов, а также плохими погодными условиями. Полк Её Величества помог союзным силам занять Нервинден, Нерхеспен и мост у Эликсема.
В мае 1706 года Вильруа, от которого Людовик XIV требовал реабилитироваться за все прошлые поражения Франции, предпринял наступление в Нидерландах, перейдя реку Диль. Мальборо настиг войска Вильруа 23 мая около Рамильи. Полк вместе с 11 пехотными батальонами и 39 кавалерийскими эскадронами лорда Оркни участвовал в ложной атаке на левый фланг французских позиций. Вильруа в связи с этим перебросил войска из центра, в то время как Мальборо отправил гонцов к Оркни с просьбой не продолжать атаку. Большая часть батальонов Оркни, в том числе и батальоны Полка Её Величества, перегруппировались для поддержки Мальборо на левом фланге. К 7 часам вечера франко-баварская армия была полностью разгромлена. До конца 1706 года войсками лиги были захвачены Антверпен, Брюгге, Брюссель и Гент. Полк участвовал в осаде Менина в 1706 году, одной из наиболее хорошо укреплённых крепостей Европы.
В 1708 году, однако, в Шотландии возникла угроза якобитского восстания, которое поддерживали французы, и Полк Её Величества вынужден был вернуться на острова. После того, как королевский английский флот перехватил силы, намеревавшиеся осуществить попытку высадки на английское побережье, полк вернулся в Нидерланды, высадившись в Остенде. Французы возобновили наступательные действия, атаковав Фландрию и отбив земли, утраченные в 1706 году. Мальборо расположил свои силы около Брюсселя, исключив вариант наступления на город, и вынудил армию совершить марш-бросок в 80 км за двое суток. 11 июля герцог Мальборо вывел свои войска против 100-тысячной французской армии герцога Людовика Бургундского, внука французского короля, и герцога Вандома. Апогеем противостояния Франции и Аугсбургской лиги стала битва при Ауденарде. Полк Её Величества примкнул к ограниченному контингенту, которым руководил Уильям Кадоган, 1-й граф Кадоган: эти войска из авангарда перешли реку Шельду по понтонным мостам, дождавшись затем главных сил. В то время как основные силы подходили к мостам, Кадоган продвинулся к деревне Эйн и задавил числом группу из четырёх батальонов швейцарских наёмников. Три батальона сдались, один попытался прорваться, однако ему не позволила это сделать кавалерия Йоргена Ранцау. Констатируя акт капитуляции, командир Полка Её Величества принял знамёна швейцарцев. Полк позже сражался в битве при Эрлегеме до наступления темноты; его положение упростилось после прибытия подкреплений от герцога Аргайла.
Полк Её Величества участвовал в осадах городов Гент, Брюгге и Лилль. В 1709 году полк участвовал в долгой осаде Турне, сдавшегося в сентябре. 11 сентября полк участвовал в одном из самых кровопролитных сражений войны, состоявшемся при Мальплаке. Он вступил в бой из резерва в самом конце сражения, попал под плотный огонь противника и вынужден был пробираться сквозь густые леса: в бою погиб подполковник Луис де Рэмси. Согласно воспоминаниям рядового Мэттью Бишопа:

Французы подготовились устроить нам «тёплый приём». Вскоре это всё ужасным образом нас надломило, хотя наши опустевшие ряды быстро заполнялись... Когда в полку не осталось убитых и раненых, мы ринулись на них и ответным огнём вышибли из них дух.
Оригинальный текст (англ.)The French were well prepared to give us a warm salute. It soon broke us in a terrible manner, though our vacancies were quickly filled up... when we got clear of the dead and wounded, we ran upon them and returning their fire, even broke them out of the breast-work.

В 1710 году полк участвовал в осаде городов Дуэ, Бетюн, Эр-сюр-ла-Лис и Сен-Венант.

### Восстание якобитов и война за австрийское наследство
В 1715 году против короля Георга I из Ганноверской династии было поднято восстание якобитов — сторонников Джеймса Стюарта, известного под прозвищем «Старый Претендент» и считавшегося претендентом на английский трон. В результате этого в Шотландию был переброшен Полк Её Величества, вступивший в правительственную армию герцога Аргайла. Несмотря на численное превосходство, якобиты не продвигались на юг до начала ноября из-за опасений, испытываемых их лидером — графом Маром. Герцог Аргайл выступил из шотландского Стерлинга на севере и 12 ноября расположил свои войска у Данблейна. Утром 13 числа на замёрзшей земле развернулось сражение при Шериффмюре.
Полк Её Величества располагался на левом фланге войск генерала Томаса Уэтхема. Путаница в перемещениях войск привела к тому, что на левом фланге англичан в целом образовалась слабина при более сильном правом фланге, хотя слабым был и левый фланг якобитов. Пытаясь передислоцироваться, бойцы полка вынуждены были вступить в рукопашную схватку с повстанцами, которые пошли в атаку: непродолжительный бой обернулся паническим бегством всего полка. Полк потерял 111 человек убитыми (в том числе подполковника Хэнмера), 14 ранеными и 12 пленными, а остатки его бежали вплоть до Стерлинга. Якобиты потеряли многих убитыми при отсутствии кавалерийской поддержки, и граф Мар ночью покинул поле боя.
В 1716 году Георг I, отдав должное заслугам полка и в сражении при Шериффмюре, переименовал его в Пехотный полк Его Величества или Пехотный полк короля (англ. King's Regiment of Foot), присвоив ему в качестве символа и изображения на кокарде и знамени Белого ганноверского коня — символ Ганноверской династии. Этот полк продолжал службу в Шотландии до 1717 года, пока не было подавлено восстание якобитов. С мая 1717 по май 1721 года и с зимы 1722 по весну 1727 года полк служил в Ирландии. Зимой 1742 года полк был переброшен во Фландрию, где участвовал в войне за австрийское наследство. 27 июня 1743 года полк участвовал в Деттингенском сражении, в котором объединённые силы Великобритании и её союзников нанесли поражение французской армии герцога де Ноая. 11 мая 1745 года в битве при Фонтенуа Полк Его Величества, располагавшийся на передовой в составе войск герцога Камберлендского, вынужден был отступить, а британцы потерпели поражение в той битве.
В 1745 году принц Карл Эдуард Стюарт, известный как Молодой Претендент, высадился в Шотландии с намерением организовать переворот и вернуть британский трон династии Стюартов. Полк Его Величества не вступал в сражения до 17 января 1746 года, когда состоялась битва при Фолкирк-Мюре. Полк находился на левом крыле английских войск, которыми командовал генерал-лейтенант Генри Хоули. Драгуны Хоули предприняли неудачную атаку на позиции Карла, в ответ на что хайлендцы Карла нанесли мощный удар по левому крылу, смяв его и заставив части английских войск отступить, в то время как правое крыло устояло. К ночи обе стороны отступили. 16 апреля 1746 года полк участвовал в сражении при Каллодене, когда повстанцы попали под шквальный огонь солдат Хоули, а полк обеспечивал огневую поддержку. В итоге полк потерял всего одного бойца тяжело раненым, а сражение окончилось разгромной победой лояльных английскому королю войск. В ходе войны за австрийское наследство полк также участвовал в битве при Року 11 октября 1746 года и в битве при Лауфельде 2 июля 1747 года, причём в последней четыре полка, включая Полк Его Величества, вели ожесточённые затяжные бои в Римсте: деревня переходила из рук в руки до тех пор, пока объединённые союзные силы не отступили перед превосходящими силами французов.
В 1751 году в Британской армии была принята система нумерования полков, начиная с самого раннего по дате образования. Таким образом, Полк Его Величества официально получил наименование 8-й пехотный полк (Его Величества) (англ. 8th (King's) Regiment of Foot). В самом начале Семилетней войны, которая охватила не только Европу, но и колонии в Америке, 8-й пехотный полк был расширен до двух батальонов, и итого в его распоряжении оказалось 20 рот. Оба батальона участвовали в 1757 году в экспедиции, завершившейся захватом острова Иль-д’Экс у западного побережья Франции: эта операция должна была подготовить плацдарм для захвата Рошфора (ныне департамент Приморская Шаранта). В 1758 году 2-й батальон полка вышел из его состава и стал 63-м Западно-Саффолкским пехотным полком.
В Континентальной Европе 8-й пехотный полк с 1760 года служил в составе Ганноверской армии: его гренадерская рота участвовала в битве при Варбурге и битве при Клостер-Кампене. Полным составом полк участвовал в сражениях за Кирх-Денкерн, Падерборн и Вильгельмстал, а также осаждал Кассель.

### Американская революция
В 1768 году 8-й пехотный полк нёс службу в Канаде. Его десять рот были распределены по гарнизонам у Великих Озёр: четыре в форте Ниагара, три в форте Детройт, две в форте Мишилимакино и одна в форте Осуиго. В 1775 году, когда служба полка в Канаде уже подходила к концу, до него докатилась волна протестов колонистов, разросшаяся в итоге в Американскую революцию и полноценную войну за независимость Тринадцати колоний.
За время службы в Канаде в 8-м пехотном полку появилось много офицеров, которые занимались развитием отношений с индейскими племенами на Великих Озёрах: среди них выделяются капитан Арент ДеПейстер, потомок голландских колонистов из Нью-Йорка и начальник гарнизона форта Мишилимакино, и лейтенант Джон Колдуэлл, будущий 5-й баронет и владелец имения Колдуэлл в графстве Фермана. Колдуэлл внёс большой вклад в развитие отношений британских колониальных властей с племенем оджибве: он женился на девушке из племени и принял индейское имя «Бегущий». В свою очередь, капитан ДеПейстер на западе играл большую роль в поддержании мира с племенами могавков и оджибве. В 1778 году за сумму в 19 тысяч фунтов стерлингов он нанял более 550 индейцев разных племён Канады и США, которые несли воинскую службу в Монреале и Оттаве.
В середине 1775 года генералы войск Тринадцати колоний Ричард Монтгомери и Бенедикт Арнольд начали вторжение на территорию Канады: к концу ноября ими были заняты Форт Сен-Жан, Монреаль и Форт Шамбли, а также был осаждён Квебек. Однако 31 декабря 1775 года попытка штурма Квебека закончилась катастрофой для колонистов: погиб генерал Монтгомери. В мае 1776 года после прибытия подкреплений из Европы британцы не только сняли осаду, но и выбили уставших и голодных американцев с территории Канады. Небольшая группа солдат 8-го полка повела британцев к одному из первых ключевых сражений войны.
Капитан лёгкой роты 8-го пехотного полка Джордж Фостер выступил из Огденсберга (ныне штат Нью-Йорк) во главе сводных сил, куда входили 40 бойцов регулярных сил и ещё 200 индейских солдат: они пересекли реку Святого Лаврентия и атаковали Форт Седарс, гарнизон которого насчитывал 400 человек во главе с Тимоти Беделом. Форстер, поддерживая тайный контакт с оккупированным Монреалем, получил информацию о перемещении американских войск от своих индейских осведомителей и майора де Лоримье. 18 мая британцы, подойдя к форту, открыли огонь ещё до того, как Форстер вступил в переговоры с преемником Бедела, майором Айзеком Баттерфилдом, предлагая тому сдаться и угрожая в случае отказа пустить в бой индейцев. Баттерфилд, на людей которого уже панически воздействовали боевые кличи индейцев, был готов капитулировать только в том случае, если ему позволят уйти с оружием, но Форстер отказался позволить ему это сделать.
19 мая Баттерфилд капитулировал, пока американские подкрепления численностью 150 человек продолжали движение к осаждённому Форту Седарс, и отплыл на шлюпке, поскольку разведчики постоянно завышали численность наступающих британцев. Форстер, узнав о приближении американской колонны, подготовил засаду на колонну, которая должна была проходить по единственной доступной дороге в лес, и расположил там свои войска. Командир колонны майор Шербёрн капитулировал, однако в ходе боя был убит вождь племени сенека. Форстер с большим трудом уговорил индейцев не казнить пленных, приняв большой выкуп за пленников и передав его индейцам в качестве компенсации за гибель вождя.
Воодушевлённые двумя победами, британцы высадились в Пуант-Клэр на острове Монреаль, однако когда Форстер выяснил численность сил генерала Бенедикта Арнольда в Лашине, британцам пришлось отступить. Арнольд бросил свои силы в погоню за британцами, используя небольшие лодки, однако небольшой отряд у Канз-Шен и расчёты двух трофейных орудий не позволили американцам продолжить преследование. 27 мая Форстер отправил Шербёрна под белым флагом к Арнольду с сообщением о том, что условия освобождения захваченных британцами пленных согласованы. Арнольд принял все условия, кроме запрета американцам служить где-либо ещё. И Арнольд, и Форстер во время противостояния угрожали друг другу: Форстер грозился тем, что индейцы перережут всех пленных американцев, а Арнольд грозился в ответ сжечь их деревни. На Втором Континентальном конгрессе предложения по обмену пленными были отклонены под предлогом того, что люди Форстера первыми нарушили его.
В конце июля 1777 года капитан Ричард Лерульт и 100 солдат полка начали осаду Форта Стэнвикс. Под командованием подполковника Барри Сент-Леджера, командира 34-го Камберлендского пехотного полка, британские войска разбили американцев в сражении при Орискани 6 августа 1777 года, однако через несколько недель индейские союзники разбежались, и британцам пришлось снять осаду. В дальнейшем полк сражался при Винсеннсе и Ньютауне (Эльмайра) в 1779 году, в долине Могавка в 1780 году и в Кентукки в 1782 году. Капитан 8-го полка Генри Бёрд участвовал в 1779 году в совместной осаде британско-индейскими силами Форта Лоуренс, а в 1780 году участвовал в походе на Кентукки, захватив два небольших форта и 300 человек пленными, которых привёл в Детройт. В сентябре 1785 года, когда война уже завершилась победой американских колонистов, полк вернулся в Англию.

### Французские революционные и Наполеоновские войны
В 1793 году революционная Франция объявила войну Англии, и 8-й полк в составе экспедиционных сил герцога Йоркского отправился в Нидерланды. В 1784 году полк попытался снять осаду Неймегена, предприняв ночную атаку: в завязавшихся рукопашных боях им удалось потеснить французов, однако контингент британцев пришлось эвакуировать, а в 1795 году британцы ушли из Нидерландов. В 1799 году Полк Его Величества был размещён на острове Менорка, занятом британцами год тому назад, а в 1801 году высадился в Египте в заливе Абу-Кир в составе экспедиционных сил генерала Эберкромби, которые намеревались дать отпор французам. Полк участвовал в захвате Розетты в 104,6 км к западу от Александрии и форта в Романи. К сентябрю 1801 года британцы покинули Египет.
По состоянию на 1 января 1802 года на острове Мальта, который тогда находился под британским протекторатом, в составе гарнизона несли службу 712 человек, в том числе 526 солдат и младших офицеров. В состав гарнизона входили также солдаты и офицеры 1-го батальона 8-го пехотного полка Его Величества. В том же году части полка были направлены в Гибралтар, вернувшись в Англию в 1803 году. В октябре 1805 года полк высадился в немецком Куксхафене, откуда ушёл в феврале 1806 года, а в августе 1807 года участвовал в обстреле Копенгагена. 1-й батальон был переведён в Канаду в 1808 году, когда Наполеоновские войны достигли и колоний в Америке, а в январе 1809 года высадился в Барбадосе в составе экспедиционных сил из двух дивизий, собранных для высадки на Мартинике. Хотя занятие острова в 1809 году сопровождали многочисленные стычки с французами, наиболее серьёзной угрозой британцам были тропические болезни, которые ставили под угрозу само пребывание британцев на острове. К октябрю 1809 года из 2 тысяч погибших около 1700 человек умерли от болезней. В апреле 1810 года 8-й пехотный полк вернулся в Новую Шотландию: командир полка, майор Брюс Максвелл, и ещё четверо человек погибли в феврале в боях против французов на высотах Сюрайри во время наступления на Форт Десе.

### Англо-американская война
На момент начала войны 1812 года 1-й и 2-й батальоны 8-го полка находились в Квебеке и Новой Шотландии. Постоянные набеги на Канаду на восточной границе стали поводом для бывшего полкового офицера, подполковника Джорджа Макдоннелла, вторгнуться в штат Нью-Йорк и атаковать в феврале 1813 года Огденсберг. Чтобы добраться до места назначения, 8-му пехотному полку и канадскому ополчению необходимо было пройти по замёрзшей реке Святого Лаврентия и по глубокому снегу. Захватив форт после ожесточённой рукопашной схватки, британцы разрушили казармы и сожгли три корабля, уйдя с захваченными провизией и пленниками. Более там пограничный гарнизон не восстанавливался, что обеспечило определённую стабильность в регионе.
В апреле 1813 года две роты 8-го батальона, части канадского ополчения и индейские отряды предприняли попытку отразить американское нападение на Йорк (ныне Торонто). Когда американцы высадились на побережье, гренадерская рота встретила их штыковой атакой, в ходе которой погибли 46 человек и капитан Нил Макнил. Американцы, имевшие численное превосходство, потеряли 250 убитыми, в том числе генерала Зебулона Пайка — отступавшие британцы взорвали главный пороховой склад Форта Йорк.
В Ньюмарке (ныне Ниагара-он-те-Лейк) в мае 1813 года части 8-го пехотного полка несли гарнизонную службу в Форт-Джордж наравне с ротами Гленгарриз и ротой цветных людей капитана Роберта Ранчи. Гарнизон попытался воспрепятствовать американской высадке: несмотря на численное превосходство противника, британцы задержали вторжение и сумели грамотно отступить. В июне 1813 года 8-й и 49-й пехотные полки штурмовали американский лагерь в Стоуни-Крик: ночью пять рот двух британских полков ввязались в бой с 4 тысячами американцев. Американцы потеряли двух бригадиров пленными и понесли большое число потерь убитыми, однако командир британцев, полковник Джон Харви выразил опасения, что у американцев осталось ещё очень много людей, и вынужден был отступить.
В июле 1814 года полк участвовал в сражении при Чиппеве, в котором британский генерал Финеас Райалл, приняв американские регулярные войска за ополчение, понёс большие потери и вынужден был отступить. В том же месяце состоялось сражение при Ландис-Лейне, в котором объединённые силы британцев, канадцев и индейцев под командованием генерал-лейтенанта Гордона Драммонда вступили в одну из самых кровопролитных битв на территории Канады. Через месяц Полк Его Величества участвовал в боях на Снэйк-Хилл во время осады Форт-Эри. В сентябре 1814 года американцы атаковали позиции британцев, имея численное превосходство, и 8-й пехотный полк потерял многих убитыми. За участие в боевых действиях и ключевых сражениях полк был удостоен нанесения на свой штандарт надписи Niagara в память о Ниагарской кампании.
Летом 1815 года, когда война против США завершилась и был заключён мирный договор, 8-й пехотный полк вернулся в Англию. 1-й батальон в июне отплыл из Квебека, прибыв в июле в Портсмут. В декабре того же года все пригодные к строевой службе бойцы 2-го батальона были переведены в 1-й батальон: размер полка был сокращён до одного батальона, общая численность была сокращена до 1077 солдат и младших офицеров. В феврале 1816 года полк отправился с острова Портси в Ирландию, где прослужил два года, а в январе 1818 года отправился из Корка на Мальту.

### Между англо-американской войной и восстанием сипаев
2 марта 1818 года в расположение гарнизона Коронной колонии Мальты прибыли 774 военнослужащих 1-го батальона 8-го пехотного полка, который был расквартирован в казармах Флориана. Вскоре на острове вспыхнула эпидемия бруцеллёза, от которой пострадали многие солдаты батальона. К началу января 1819 года всего на острове несли службу 823 солдата 1-го батальона, который в том же месяце был отправлен на остров Корфу, входивший в Ионический архипелаг, являвшийся тогда британским протекторатом. Три роты под командованием временно повышенного в звании майора Робинсона прибыли на Корфу 19 января, чтобы оказать помощь гарнизону крепости Айя-Маура в борьбе с поднявшим бунт местными жителями. Части 8-го полка вместе с частями 28-го и 30-го пехотных полков под командованием подполковника сэра Фредерика Стовина нанесли поражение восставшим 4 октября 1819 года, успешно атаковав их позиции.
В 1821 году вместе с 9-м пехотным полком бойцы 8-го полка занимались на острове Закинф разоружением местных жителей, за что им была объявлена благодарность от короля Георга IV, переданная генерал-майору Фредерику Адаму, тогдашнему Верховному комиссару Ионических островов. В июне 1824 года полк покинул острова, отплыв из Кефалонии и прибыв в Портсмут 3 августа. 1-й батальон не числился в составе гарнизона Мальты по состоянию на 25 июля 1824 года. В конце марта 1826 года личный состав, отплывший в начале месяца из Плимута, прибыл в Глазго, где нёс службу в течение 10 месяцев, а затем отправился в Ирландию, прибыв в Белфаст в январе 1827 года: в Ирландии полк служил до 1930 года.
Летом 1830 года шесть рот отправились в Новую Шотландию (в составе Канады), прибыв в июле в Галифакс; в это же время четыре роты полка отправились в Англию, прибыв в Ливерпуль. В мае 1833 года несколько служебных рот покинули Новую Шотландию, прибыв в июне на Бермудские острова, а в июле убыли оттуда на Ямайку. Летом 1835 года ещё четыре роты полка отправились в Ирландию, прибыв 30 июня в Корк, а в августе 1838 года были переброшены на Гернси. В апреле 1839 года служебные роты после шести лет службы на Ямайке покинули остров, отправившись в Новую Шотландию и прибыв в мае в Галифакс. 17 июня 1840 года солдаты служебных рот под командованием майора Малета участвовали в тушении пожара, вспыхнувшего на испанском судне в гавани.
Осенью 1841 года батальон стал готовиться к отплытию в Ирландию. 2 декабря служебные роты отплыли из Галифакса, прибыв 27 декабря в Корк, а позже к ним присоединились другие гарнизонные части. Весной 1842 года полк был переведён в Дублин. 22 марта того же года состоялись смотры полка лордом-лейтенантом у Королевских казарм: на торжественном параде присутствовали 28 офицеров и 573 солдата при общей численности полка 39 офицеров и 849 солдат. С 1842 по 1846 годы подразделения 8-го полка служили в разных частях Англии.

### Восстание сипаев
В августе 1846 года солдаты 8-го пехотного полка прибыли в Бомбей на пяти кораблях — «Дьюк оф Портленд» (англ. Duke of Portland), «Дьюк оф Корнуолл» (англ. Duke of Cornwall), «Мэри» (англ. Mary), «Джон Генри» (англ. John Henry) и «Энн Армстронг» (англ. Anne Armstrong). 5 сентября личный состав отправился из Бомбея в Пуну, прибыв туда 1 сентября. В Бомбейском президентстве полк прослужил всего 14 лет.
8-й пехотный полк вместе с ещё тремя индийскими пехотными полками и двумя отрядами конной артиллерии нёс службу в Джаландхаре в мае 1857 года, когда началось восстание сипаев. Формальным поводом к восстанию послужили слухи об использовании говяжьего и свиного жира для пропитывания упаковки с патронами, а основной причиной стало недовольство индийцев британскими колониальными властями. Восстание сначала охватило один из бенгальских полков, а затем переросло из небольшого бунта среди солдат и офицеров в полноценное национальное восстание против британского владычества. После того, как поступили первые сообщения о бунте в Мируте, 10 мая командир 8-го полка подполковник Ричард Хэтли приказал двум ротам занять форт Филлаур рядом с Джаландхаром в связи с тем, что в форте находился пороховой склад, а 3-й Бенгальский пехотный полк вознамерился захватить этот склад. Проведя семь недель в Джаландхаре, полк вошёл в состав армии, готовившейся осадить Дели. Из-за серьёзной нехватки личного состава, вызванной смертностью от холеры и прочих эпидемий, прошло несколько недель, прежде чем британцы набрали достаточно сил, необходимых для начала операций.
В июле 1857 года две роты удерживали позицию, которую повстанцы штурмовали 7 часов. Полк участвовал в захвате замка Ладлоу, в окрестностях Кашмирских ворот у северных стен Дели. 8-й полк в составе 2-й колонны вместе с 2-м полком Бенгальских фузилёров и 4-м сикхским полков ранним утром 14 сентября, намереваясь захватить Водяной бастион и Кашмирские ворота. После захвата города британцами подполковник 8-го полка Эдвард Грейтхед оставил свою должность и стал командиром колонны, закреплённой за Канпуром. Под командованием майора Хинда численность полка в боях и из-за эпидемий снизилась настолько, что вместе с 75-м пехотным полком их общая численность солдат составляла всего 450 человек. В ноябре полк участвовал во второй попытке деблокады Лакхнау, приняв более активное участие вплоть до того, как 22 ноября была завершена эвакуация гражданских лиц. По ходу боевых действий капитан Октавиус Энсон из 9-го уланского полка неоднократно сообщал о преступлениях полка против мирных индийцев, в том числе в массовых казнях недееспособных жителей (инвалидов, калек, тяжело больных) из одной деревни.
В январе 1860 года личный состав 1-го батальона покинул город Канпур, отправившись в Калькутту. 31 января и 1 февраля в Калькутту прибыли два подразделения батальона, добиравшиеся поездом из Аллахабада, а 13 февраля прибыли ещё два подразделения, добиравшиеся на пароходе. 5 апреля 1860 года личный состав одного из подразделений 1-го батальона под командованием капитана Мида сел на судно «Моника» (англ. Monica) и покинул порт Калькутты, отправившись в Великобританию. 14 и 19 апреля ещё два подразделения под командованием капитана Форстера Лонгфилда и лейтенанта Тарта покинули Калькутту на кораблях «Леди Кларендон» (англ. Lady Clarendon) и «Севилья» (англ. Sevilla), а 5 мая штаб и оставшиеся роты под командованием временно имевшего звание подполковника Александра Каннингема Робертсона отплыли на судне «Клара» (англ. Clara) в Великобританию. На четырёх судах в Великобританию из Индии отплыли 21 офицер и 509 солдат: среди них только подполковник Робертсон и квартирмейстер Китинг (англ. Keating) прослужили все 14 лет с момента прибытия батальона в Индию.

### Служба на Мальте в 1866—1868 годах
7 сентября 1858 года служебные роты 2-го батальона 8-го полка отправились из Дублина в Кингстаун, откуда на борту транспорта «Айвия» (англ. Iwia) отправились в Гибралтар, прибыв туда 17 сентября. Батальон служил в Гибралтаре до 1863 года: к 1 апреля численность сократилась с 900 до 800 человек. 25 сентября батальон отплыл из Гибралтара на борту корабля «Оронтес» (англ. Orontes), прибыв на Мальту 1 октября и расквартировавшись в казармах Вердала (англ. Verdala Barracks). 3 сентября 1860 года в якорную стоянку Спитхед прибыла «Клара» с командованием 1-го батальона полка на борту, а 5 сентября командование батальона уже было в Госпорте.
В 1865 году 1-й батальон полка служил в Дублине, где оказывал помощь местному гарнизону в борьбе против вооружённых отрядов ирландских республиканцев. С 20 марта 1866 года по 10 октября 1868 года 1-й батальон снова нёс службу в гарнизоне Мальты: он прибыл на остров из ирландского Кингстауна, сменив в гарнизоне 2-й батальон 4-го пехотного полка, который отправился нести службу в Новую Шотландию. Средняя численность полка на 1866 год составляла 520 человек, полк был расквартирован в казармах ворот Изола (англ. Isola Gate Barracks), Сан-Франческо де Паола (англ. St Francesco de Paola Barracks) и ворот Польвериста (англ. Polverista Gate Barracks).
За 1866 год было зафиксировано 825 обращений солдат полка в госпиталь (при цифре 1586,5 обращений на 1000 человек) и 10 смертельных исходов в госпитале (19,23 на 1000 человек). Зафиксировано 68 случаев заболевания перемежающейся лихорадкой и один летальный исход, которые были зафиксированы как последствия постоянной лихорадки. В самом батальоне зафиксировано 202 обращения (388 обращений на 1000 человек) по поводу постоянной лихорадки и 6 летальных исходов (11,54 на 1000 человек). Полковым врачом были зафиксированы многочисленные случаи орхита, невралгии и ревматизма на фоне эпидемии бруцеллёза. От офтальмии страдали бойцы 1-го и 2-го батальонов 8-го пехотного полка и солдаты 100-го пехотного полка. Также офтальмия была зафиксирована у жён и детей военнослужащих 1-го полка, которые контактировали с местными жителями, также имевшими проблемы со здоровьем глаз.
Средняя численность полка на 1867 год составляла 690 человек, 1-й батальон нёс службу в Нижних казармах Святого Эльма (англ. Lower St Elmo Barracks). Были зафиксированы 829 обращений в госпиталь (1201,5 обращений на 1000 человек), 26 смертельных исходов в госпитале, 2 смерти вне госпиталя и один смертельный исход среди инвалидов (42,08 случаев на 1000 человек). С июня по сентябрь на острове царила эпидемия лихорадки: у 1-го батальона зафиксировано 157 обращений в госпиталь и 9 смертей. От лихорадки в 1867 году скончался служивший на острове капитан 8-го пехотного полка, кавалер Креста Виктории Эндрю Мойнихан, отец будущего профессора клинической хирургии университета Лидса Беркли Мойнихана (на стене дома, в котором Беркли появился на свет 2 октября 1865 года, была установлена памятная табличка). Также в тот год были зафиксированы смерти лиц от холеры.
Средняя численность полка на 1868 год составляла 568 человек, 1-й батальон нёс службу в Нижних казармах Святого Эльма. Были зафиксированы 583 обращения в госпиталь (1026 обращений на 1000 человек). Четверо человек умерли в госпитале, также был один летальный исход среди инвалидов (8,8 смертельных исходов на 1000 человек). С июня по сентябрь в госпиталь поступили 98 обращений от 1-го батальона с подозрением на постоянную лихорадку, но летальных исходов от этой болезни не было зафиксировано. 10 октября 1868 года 1-й батальон 8-го полка убыл в Бомбей, прибыв туда 3 ноября. На кладбище Флориана, на так называемом Карантинном бастионе (англ. Quarantine Bastion) установлен памятник с именами солдат, умерших во время службы на Мальте.

### Вторая англо-афганская война
После службы на Мальте почти весь состав полка вернулся на Британские острова в 1868 году, где нёс службу на протяжении 10 лет. 2-й батальон, претерпевший очередное преобразование в 1857 году, нёс службу на Мальте в 1863 году и в Индии в 1877 году, а также совместно с 1-м служил на Мальте и в Мундре (Бомбейское президентство).
В ноябре 1878 года британцы вторглись в Афганистан после того, как афганцы не ответили на ультиматум лорда Литтона, вызванный пророссийской политикой эмира Шир-Али и попыткой воспрепятствовать продвижению британской миссии в Афганистан у Али-Масджида. 2-й батальон полка, который не акклиматизировался до конца и ещё был подвержен эпидемии лихорадки, всё же был включён в Курамский отряд генерал-майора Фредерика Робертса и участвовал в сражении при Пейвар-Котале.
Полк не претерпел значительных изменений в ходе реформ Эдварда Кардуэлла, проведённых в 1870-е годы, а с 1873 года его штабом стали Полуостровные казармы в Уоррингтоне. Необходимости в объединении 8-го полка с другим полком не было, с точки зрения реформ Хью Чайлдерса. Однако 1 июля 1881 года 8-й пехотный полк утратил собственный порядковый номер, став Его Величества Ливерпульским полком.

## Командиры
Ниже приведены командиры полка с 1685 по 1881 годы по разным периодам, зависящим от именования полка.

### Пехотный полк принцессы Анны
- 1685–1687: полковник Роберт Ширли, лорд Феррерс Чартерлейский
- 1687–1688: генерал-лейтенант Джеймс Фитцджеймс, 1-й герцог Бервик
- 1688–1695: полковник Джон Бомонт[англ.]
- 1695–1715: генерал-лейтенант Джон Ричмонд Уэбб[англ.]

### Пехотный полк Её Величества
- 1715–1720: бригадный генерал Генри Моррисон

### Пехотный полк Его Величества
- 1720–1721: сэр Чарльз Хотэм, 4-й баронет[англ.]
- 1721–1732: бригадный генерал Джон Покок
- 1732–1738: полковник Чарльз Леноу
- 1738–1745: генерал-лейтенант Ричард Онслоу[англ.]
- 1745–1759: генерал-лейтенант Эдвард Вулф[англ.]

### 8-й (Его Величества) пехотный полк
- 1759–1764: генерал-майор достопочтенный Джон Баррингтон[англ.]
- 1764–1766: генерал-лейтенант Джон Стэнвикс[англ.]
- 1766–1772: генерал-лейтенант Дэниел Уэбб[англ.]
- 1772–1794: генерал Бигоу Армстронг
- 1794–1814: генерал Ральф Дандас[англ.]
- 1814–1825: генерал Эдмунд Стивенс
- 1825–1846: генерал Генри Бэйли[англ.]
- 1846–1854: генерал сэр Гордон Драммонд
- 1854–1855: генерал-лейтенант Джон Даффи
- 1855–1860: генерал Родерик Макнил
- 1860–1861: генерал-майор Итон Монинс
- 1861–1881: генерал Томас Джеррард Болл